# Ивановское (Ново-Ямское сельское поселение)
Ивановское — деревня в Старицком районе Тверской области, входит в состав Ново-Ямского сельского поселения.

## География
Деревня расположена в 7 км на восток от села Родня и в 26 км на юг от города Старицы.

## История
В 1779 году в селе была построена каменная церковь Иоанна Милостивого с 2 престолами.
В конце XIX — начале XX века село входило в состав Родненской волости Зубцовского уезда Тверской губернии. 
С 1929 года деревня входила в состав Роднинского сельсовета Старицкого района Ржевского округа Западной области, с 1935 года — в составе Калининской области, с 1994 года — в составе Роднинского сельского округа, с 2005 года — в составе Ново-Ямского сельского поселения. 

## Население
| 1859 | 2002 | 2010 |
| ---- | ---- | ---- |
| 282  | ↘15  | ↗30  |

## Достопримечательности
В деревне расположена недействующая Церковь Иоанна Милостивого (1779).